# Wielkie Rozdroże

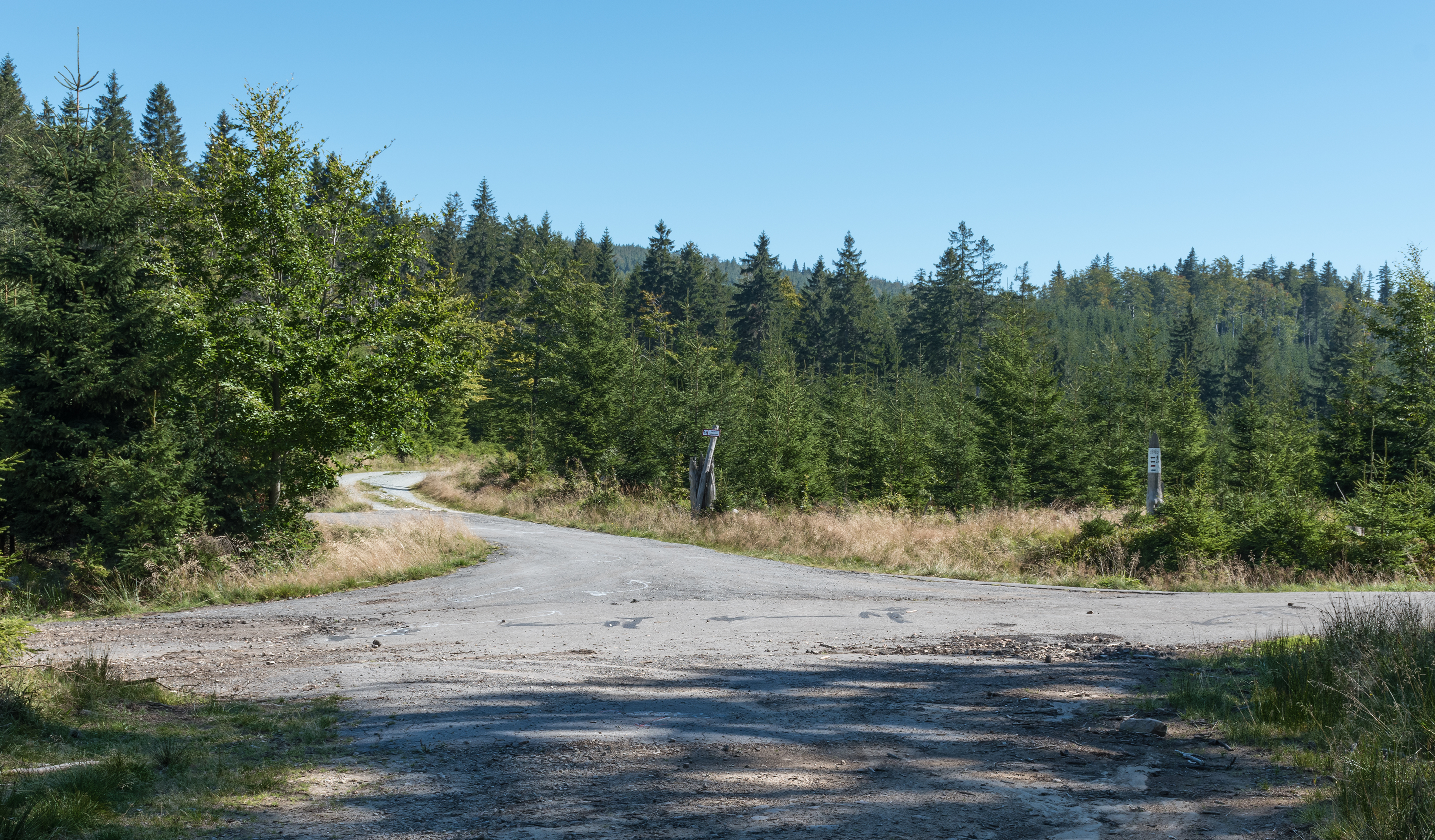
Wielkie Rozdroże

Wielkie Rozdroże  – węzeł dróg i szlaków turystycznych, położony na wysokości 974 m n.p.m. w południowo-zachodniej Polsce, w Górach Bialskich w Sudetach Wschodnich, gdzie na małej przestrzeni zbiega się kilka ważnych duktów prowadzących w różnych kierunkach.

## Położenie
Rozdroże położona jest w środkowo-południowej części Gór Biaslkich, między wzniesieniem Suszyca po południowo-zachodniej stronie a Czernicą po północno-wschodniej stronie, około 4,2 km na południowy zachód od Bielic i 4,1 km na północny wschód od Bolesławowa.

## Fizjografia
Wielkie Rozdroże to niewielka powierzchniowo górska wierzchowina położona na zachodnim zboczu wzniesienia Zawodzisko, na której znajduje się historyczny węzeł dróg o dużym niegdyś znaczeniu dla gospodarki leśnej. Tu zbiegają się drogi: Sucha Droga, Bialska Pętla, Bialski Dukt oraz prowadzą szlaki turystyczne i rowerowe. Najbliższe otoczenie rozdroża zajmuje niewielka śródleśna polana, dalsze otoczenie porasta las świerkowy. Na wschód w niewielkiej odległości od Rozdroża położone jest źródło Złotego Potoku dopływu Bielawki, a po zachodniej stronie źródło bezimiennego górskiego potoku dopływu Młynówki.

## Inne
- W latach osiemdziesiątych XX wieku w wyniku klęski ekologicznej, wywołanej zanieczyszczeniem powietrza i kwaśnymi deszczami został zniszczony las porastający wokół rozdroża. Obecnie w miejscu zniszczonego lasu rośnie młode pokolenie drzew, o klęsce przypominają jedynie wystające ponad młodnik obumarłe nieliczne już kikuty drzew.
- W pobliżu rozdroża kręcono sceny do filmu "Baza ludzi umarłych" wg.powieści Marka Hłaski Następny do raju.
- Na arkuszach niemieckich map Meßtischblatt nie odnotowano nazw skrzyżowań. Na analizowanych mapach polskich pojawia się jedno takie określenie "Wielkie Rozdroże" w centrum Gór Bialskich, gdzie na małej przestrzeni zbiega się kilka dróg.

## Turystyka
Przez rozdroże prowadzą piesze szlaki turystyczne:
- niebieski – prowadzący przez Stary Gierałtów, Przełęcz Suchą i dalej,
- czerwony – prowadzący przez Nowy Gierałtów na Przełęcz Suchą,

oraz rowerowe szlaki turystyczne:
- – szlak rowerowy niebieski ze Schroniska PTTK "Na Śnieżniku" do Przełęczy Gierałtowskiej,
- – czerwony szlak rowerowy z Bielic prowadzący przez przełęczy Dział do Bielic.